# 올림픽 아티스틱스위밍
올림픽 아티스틱스위밍은 올림픽에서 아티스틱스위밍으로 경기를 겨루는 올림픽 경기 종목이다. 아티스틱스위밍(2017년까지는 '싱크로나이즈드 스위밍')은 1984년 대회부터 하계 올림픽의 종목이었다. 현재 올림픽 프로그램에는 듀엣 종목과 단체 종목이 있지만 과거 올림픽에는 개인 종목도 있었다. 미국, 캐나다, 일본은 전통적으로 1984년부터 1996년까지 올림픽 메달을 획득하며 스포츠에서 가장 강한 국가였지만, 최근에는 러시아가 2000년부터 2020년까지 모든 종목에서 우승하며 압도적인 우위를 점했다.

## 메달 집계
| 순위 | 국가           | 금메달 | 은메달 | 동메달 | 합계 |
| ---- | -------------- | ------ | ------ | ------ | ---- |
| 1    | 러시아         | 8      | 0      | 0      | 8    |
| 2    | 미국           | 5      | 2      | 2      | 9    |
| 3    | 캐나다         | 3      | 4      | 1      | 8    |
| 4    | 일본           | 0      | 4      | 8      | 12   |
| 5    | 스페인         | 0      | 3      | 1      | 4    |
| 6    | 중화인민공화국 | 0      | 1      | 2      | 3    |
| 7    | 프랑스         | 0      | 0      | 1      | 1    |
| 합계 | 합계           | 16     | 14     | 15     | 45   |

## 세부 종목
| 종목      | 84 | 88 | 92 | 96 | 00 | 04 | 08 | 12 | 16 | 계 |
| --------- | -- | -- | -- | -- | -- | -- | -- | -- | -- | -- |
| 여자 단체 |    |    |    | •  | •  | •  | •  | •  | •  | 6  |
| 여자 듀엣 | •  | •  | •  |    | •  | •  | •  | •  | •  | 8  |
| 여자 솔로 | •  | •  | •  |    |    |    |    |    |    | 3  |
| 합계      | 2  | 2  | 2  | 1  | 2  | 2  | 2  | 2  | 2  |    |

## 참고 자료
- “싱크로나이즈”. SR/Olympic Games. 2008년 12월 31일에 원본 문서에서 보존된 문서. 2011년 11월 9일에 확인함.
- “싱크로나이즈”. 국제 올림픽 위원회.